# Priponești
Priponești è un comune della Romania di 2 416 abitanti, ubicato nel distretto di Galați, nella regione storica della Moldavia.
Il comune è formato dall'unione di 5 villaggi: Ciorăști, Huștiu, Liești, Priponești, Priponeștii de Jos.